# Evarcha striolata
Evarcha striolata är en spindelart som beskrevs av Wesolowska, Haddad 2009. Evarcha striolata ingår i släktet Evarcha och familjen hoppspindlar. Inga underarter finns listade i Catalogue of Life.